# Ernest Burgess
Ernest Watson Burgess (* 16. Mai 1886 in Tilbury, Ontario; † 27. Dezember 1966, Chicago) war ein kanadischer Soziologe. Er vertrat die sozialökologisch orientierte Chicagoer Schule der Soziologie, die in den 1920er Jahren die Stadtsoziologie in den USA entwickelte. 1934 war er 24. Präsident der American Sociological Association, 1952/53 amtierte er als erster Präsident der Society for the Study of Social Problems (SSSP).

## Werdegang
Burgess legte 1908 das Bachelor-Examen am Kingfisher College in Oklahoma ab und wechselte ein Jahr darauf als Doktorand für Soziologie an die University of Chicago, wo er 1913 zum Ph.D. promoviert wurde. Es folgten verschiedene Stationen in Lehre und Forschung, bis Burgess 1916 nach Chicago zurückkehrte und zum Assistenzprofessor für Soziologie ernannt wurde. Er wird als erster „junger Soziologe“ bezeichnet, da alle anderen Hochschullehrer des Chicagoer Departments aus anderen Berufsfeldern stammten. 1927 erhielt er den Status eines ordentlichen Professors, 1946 wurde er Direktor des Soziologie-Departmentas. 1951 wurde er emeritiert, blieb aber in Forschung und Lehre aktiv und gründete das Family Study Center, aus dem später das Family and Community Study Center wurde. Noch 1963 publizierte er gemeinsam mit Donald Bogue einen Text zur Stadtsoziologie.

## Forschung
Burgess und Roderick Duncan McKenzie entwickelten aus ihrer sozialökologischen Stadtforschung Vorstellungen, wie Strukturen der Tier- und Pflanzenökologie auf menschliche Gesellschaften übertragen werden können. Sie gehen dabei von einem absolutistischen Raumkonzept aus, in dem der Raum eine von menschlichem Handeln getrennte Größe darstelle. Grundgedanke war, dass der Mensch sich seiner natürlichen Umwelt anpassen müsse. Dies geschehe innerhalb spezifischer sozialer Gemeinschaften in begrenzten Territorien wie zum Beispiel Stadtvierteln oder Stadtbezirken. Die Ausgestaltung der Gebiete bzw. Territorien basiert auf – durch Anpassungsdruck hervorgerufene – Bildung homogener Gemeinschaften, die durch u. a. Schichtzugehörigkeit und Ethnie geprägt sind. Louis Wirths Stadtbegriff gründet sich maßgeblich auf Burgess’ Forschungen.
Auf Grundlage seiner Untersuchungen entwickelte Burgess zusammen mit seinem Kollegen Robert Ezra Park 1925 das Zonenmodell/Ringmodell. Dieses Stadtmodell soll die soziale Struktur einer Stadt am Beispiel von Chicago verdeutlichen.

## Schriften (Auswahl)
- Ernest W. Burgess, Robert E. Park: Introduction to Science of the Sociology. 1921, ISBN 0-8371-2356-9 (archive.org).
- Ernest W. Burgess, Robert E. Park, Roderick D. McKenzie (Hrsg.): The City. University of Chicago Press, Chicago 1925, ISBN 0-226-64611-4.
- Contributions to Urban Sociology. University of Chicago Press, Chicago 1964, ISBN 978-0-226-08055-0.
- The Function of Socialization in Social Evolution. HardPress Publishing 2013, ISBN 978-1-313-46819-0.
- Personality and the Social Group. Forgotten Books, London 2018, ISBN 978-1-330-29705-6.